# 兰德尔圆环
兰德尔圆环（Randle Circle）是华盛顿哥伦比亚特区的一个交通环岛，位于东南区马萨诸塞大道、明尼苏达大道和Branch大道、K街、32街和杜邦堡公路的交汇处。杜邦堡社区的入口就位于兰德尔圆环。